# 筒井壮
筒井 壮（つつい そう、1974年11月1日 - ）は、大阪府茨木市出身の元プロ野球選手（内野手、外野手）、コーチ。現役引退後の2007年から阪神タイガースのコーチを務めている。
プロ野球選手・監督であった星野仙一の次姉の三男であり、星野の甥にあたる。

## 来歴

### プロ入り前
茨木市立水尾小学校、茨木市立南中学校を卒業。小学校3年生から軟式野球を始め、南中学校時代は準硬式野球部のエースだった。上宮高等学校入学後、打力を生かして外野手に転向。同校1年生だった1990年夏の大阪府大会では、背番号15を着用して8番打者として出場。右翼手としてエース宮田正直らを擁して夏の府大会決勝へ進むが、中村紀洋が4番を打つ渋谷高に敗れる。同年秋からは5番打者になり、2年生だった1991年の春の大阪府大会では決勝戦の対浪速高校戦で、5対7とリードを許していた9回に左越えの同点2点本塁打を打ち、最終的にチームを優勝に導いた。また近畿大会の近江高校戦では、0対0で迎えた9回裏2死二、三塁で右越えのサヨナラ3点本塁打を打っており、同年夏までに高校通算10本塁打を記録していた。同年秋からは一塁手となり、同期のエース西浦克拓、2番手投手の黒田博樹らと近畿大会準優勝を果たすが選抜の選考前に学校が辞退を表明。卒業後は星野と同じく明治大学へ進学。
明治大学では、2年時の1994年に東京六大学リーグ春季リーグ戦で首位打者のタイトルを獲得。在学中には、リーグ通算74試合の出場で、打率.305（223打数68安打）、6本塁打、36打点を記録したほか、ベストナインにも2回選ばれた。同期に橿渕聡、1学年先輩に野村克則、中村豊（高校でも1年先輩）、1学年後輩に川上憲伸がいた。
1996年のNPBドラフト会議で、星野が選手・コーチ・監督として在籍していた中日ドラゴンズから7巡目で指名。内野手として入団した。入団発表の時点では背番号4を着用することが決まっていたが、球団が発表後にレオ・ゴメスを獲得したことに伴って、背番号を37に変更した。

### プロ入り後
1997年
4月15日の対阪神タイガース戦（阪神甲子園球場）7回表に代打へ起用されたことを皮切りに、一軍公式戦37試合の出場で打率.214を記録した。
1998年
ウエスタン・リーグ首位打者を獲得。
2000年
ファーム日本選手権制覇に貢献し最優秀選手に選ばれる。
2003年
59試合に出場し打率.291、2本塁打を記録。とりわけ監督の山田久志がシーズン途中で休養し、佐々木恭介が監督代行となった以降の9月12日から14日の阪神戦（ナゴヤドーム）で中日に3連勝をもたらし、同年の阪神最終戦（甲子園）で決勝3ランを放ち阪神の完全優勝を阻止した。
2004年
4年ぶりのファーム日本選手権制覇に貢献したものの、シーズン終了後の11月23日に戦力外通告を受ける。この年の第2回合同トライアウト実施前日の戦力外通告であり（第1回は既に終了していた）、遅すぎる戦力外通告であると中日はマスコミや評論家から批判された。なお監督の落合博満はこの件に関して、「トライアウトの日時を間違えてしまった」と筒井に対して謝罪している。
2005年
阪神へ移籍。当時は叔父の星野が同球団のSA（オーナー付シニアディレクター）を務めていて、一軍はこの年に岡田彰布（星野の後任監督）の下でセントラル・リーグ（セ・リーグ）優勝を2年振りに果たした。もっとも、筒井自身は出番に恵まれなかった。
2006年
阪神で一軍公式戦への出場機会がないまま、10月6日に現役引退を表明。星野も、この年限りでSA職を退任した。

### 現役引退後
2006年以降も、コーチとして阪神に在籍。2012年までは育成コーチ、2013年から2015年までは二軍内野守備走塁コーチ、2016年は二軍打撃コーチを歴任した。
現役時代のメインポジションが内野手でありながら、2017年からは外野守備走塁コーチとして、主に外野手を指導している。2018年までは二軍で指導していたが、同年に二軍監督としてウエスタン・リーグ優勝を達成した矢野燿大が一軍監督へ就任したことに伴って、2019年から一軍へ異動。異動後は、試合（チームの攻撃イニング）中に一塁のベースコーチとしてグラウンドに出ている。本人によれば、「どの球場で試合に臨んでいても、『（イレギュラーバウンドなどで一塁手に）何か（守備の綻び）が起こることは避けたい』との思いから、味方の攻撃が終わるたびに一塁ベース付近の土を均してからベンチに戻ることを心掛けている」とのことである。
なお、一軍全体の走塁力の向上を図る矢野の方針で、2021年と2022年には分析担当を兼務。代走要員の選手への指示を兼務前より細かくするなどの工夫を通じて、盗塁成功率や得点力の向上に貢献している。2021年には、新人の中野拓夢内野手が出塁中に牽制球を投げられた際の帰塁の速さに着目。アマチュア時代は盗塁と無縁で、春季キャンプ中の紅白戦や練習試合でも盗塁の失敗が続いていた中野に対して、出塁の際にリードの幅を広げるよう指導した。中野は、レギュラーシーズンでプロ初盗塁から12回連続で盗塁を成功させるなどの活躍で、正遊撃手の座を木浪聖也から奪取。結局、盗塁王のタイトルを獲得したほか、同期入団の佐藤輝明・伊藤将司と揃ってセ・リーグの新人特別賞を受賞した。
岡田が阪神の一軍監督へ15年振りに復帰した2023年シーズンも、一軍の外野守備走塁コーチとしてチームに残留。岡田の方針で分析担当から外れたものの、一塁のベースコーチを引き続き任されていて、前述した2005年以来18年振りのセ・リーグ優勝にも貢献した。2025年からは同職のチーフ格を務める。

## 人物
3人兄弟の末っ子（三男）で、兄弟は4歳年上の長兄、2歳年上の次兄・現がいる。現は京都西高校の捕手として春・夏の甲子園に連続出場した経験があり、春の甲子園では代打で東邦高校の山田喜久夫から打った安打など計2安打を記録、また夏の甲子園では対仙台育英高校戦の9回表に大越基のノーヒットノーランを阻止する中前安打を打ったこともある。1991年時点で、現は明治大学野球部の1年生（捕手）だった。叔父である星野仙一と同じく、アンチ巨人である。
上宮高校入学時、面接では志望動機について、野球部監督の山上烈と気が合いそうだからという理由を挙げており、学校関係者を驚かせていた。モットーは「この世に怖いものなし」。

## 詳細情報

### 年度別打撃成績
| 年 度     | 球 団     | 試 合 | 打 席 | 打 数 | 得 点 | 安 打 | 二 塁 打 | 三 塁 打 | 本 塁 打 | 塁 打 | 打 点 | 盗 塁 | 盗 塁 死 | 犠 打 | 犠 飛 | 四 球 | 敬 遠 | 死 球 | 三 振 | 併 殺 打 | 打 率 | 出 塁 率 | 長 打 率 | O P S |
| --------- | --------- | ----- | ----- | ----- | ----- | ----- | -------- | -------- | -------- | ----- | ----- | ----- | -------- | ----- | ----- | ----- | ----- | ----- | ----- | -------- | ----- | -------- | -------- | ----- |
| 1997      | 中日      | 37    | 45    | 42    | 2     | 9     | 1        | 0        | 0        | 10    | 3     | 0     | 0        | 1     | 1     | 0     | 0     | 1     | 9     | 1        | .214  | .227     | .238     | .465  |
| 1998      | 中日      | 35    | 100   | 89    | 7     | 22    | 3        | 1        | 0        | 27    | 4     | 0     | 0        | 2     | 0     | 9     | 0     | 0     | 19    | 3        | .247  | .316     | .303     | .620  |
| 1999      | 中日      | 9     | 16    | 13    | 0     | 1     | 1        | 0        | 0        | 2     | 0     | 0     | 0        | 1     | 0     | 2     | 0     | 0     | 4     | 0        | .077  | .200     | .154     | .354  |
| 2000      | 中日      | 23    | 43    | 36    | 1     | 6     | 0        | 0        | 0        | 6     | 1     | 0     | 0        | 1     | 0     | 5     | 0     | 1     | 7     | 1        | .167  | .286     | .167     | .452  |
| 2001      | 中日      | 13    | 15    | 13    | 1     | 1     | 0        | 0        | 0        | 1     | 0     | 0     | 0        | 2     | 0     | 0     | 0     | 0     | 4     | 0        | .077  | .077     | .077     | .154  |
| 2002      | 中日      | 5     | 6     | 6     | 1     | 3     | 0        | 0        | 0        | 3     | 1     | 0     | 0        | 0     | 0     | 0     | 0     | 0     | 0     | 0        | .500  | .500     | .500     | 1.000 |
| 2003      | 中日      | 59    | 60    | 55    | 10    | 16    | 4        | 1        | 2        | 28    | 8     | 1     | 0        | 0     | 0     | 5     | 1     | 0     | 14    | 1        | .291  | .350     | .509     | .859  |
| 2004      | 中日      | 10    | 10    | 9     | 0     | 3     | 0        | 0        | 0        | 3     | 1     | 0     | 0        | 0     | 0     | 0     | 0     | 1     | 2     | 1        | .333  | .400     | .333     | .733  |
| 通算：8年 | 通算：8年 | 191   | 295   | 263   | 22    | 61    | 9        | 2        | 2        | 80    | 18    | 1     | 0        | 7     | 1     | 21    | 1     | 3     | 59    | 7        | .232  | .295     | .304     | .599  |

### 表彰
- ファーム日本選手権MVP：1回（2000年）

### 記録
初記録
- 初出場：1997年4月15日、対阪神タイガース1回戦（阪神甲子園球場）、7回表に古池拓一の代打として出場
- 初打席：同上、7回表に古溝克之の前に三振
- 初安打：1997年4月30日、対広島東洋カープ4回戦（ナゴヤドーム）、8回裏に古池拓一の代打として出場、大野豊から左前安打
- 初打点：1997年5月21日、対阪神タイガース7回戦（ナゴヤドーム）、6回裏に片瀬清利から
- 初先発出場：1997年6月1日、対ヤクルトスワローズ10回戦（千葉マリンスタジアム）、7番・三塁手として先発出場
- 初本塁打：2003年6月14日、対横浜ベイスターズ12回戦（横浜スタジアム）、9回表に遠藤政隆の代打として出場、森中聖雄から左越ソロ

### 背番号
- 4（1997年の入団発表時のみ）
- 37（1997年 - 2004年）
- 46（2005年）
- 99（2006年）
- 79（2007年 - 2009年）
- 96（2010年 - ）